# Državni hidrometeorološki zavod
Državni hidrometeorološki zavod (DHMZ) tijelo je državne uprave Republike Hrvatske. Dio je svjetske mreže nacionalnih meteoroloških i hidroloških službi pod okriljem Svjetske meteorološke organizacije.
Od osnutka 1947. godine sjedište DHMZ-a bilo je na Griču 3 u Zagrebu. Kada je zgrada na Griču stradala u potresu u ožujku 2020., sjedište je preseljeno na Ravnice 48. Dijelovi DHMZ-a smješteni su u Zagrebu na Borongajskoj cesti 83 d/1 i Aveniji V. Holjevca 20 (dio Sektora za kvalitetu zraka), u Splitu - Glagoljaškoj ulici 11 te u Rijeci na adresi Riva 20. Na trideset i sedam lokacija diljem Hrvatske smještene su glavne meteorološke postaje, a postoji i osam radarskih centara.

## Povijest
Uredbom Vlade NR Hrvatske, 27. kolovoza 1947. osnovana je Uprava hidrometeorološke službe. Do 1956. nosila je naziv Hidrometeorološki zavod SR Hrvatske, a zatim Republički hidrometeorološki zavod (RHMZ). Od 1991. godine djeluje pod današnjim imenom.
Od 2017. godine glavna ravnateljica DHMZ-a je dr. sc. Branka Ivančan-Picek.